# 甲山站
甲山站是一个锦承线上的铁路车站，位于中华人民共和国河北省承德市承德县武厂乡，建于1969年，目前为四等站，目前客运：办理旅客乘降；行李、包裹托运；货运：办理整车、零担货物发到 。